# حوضچه تعمید

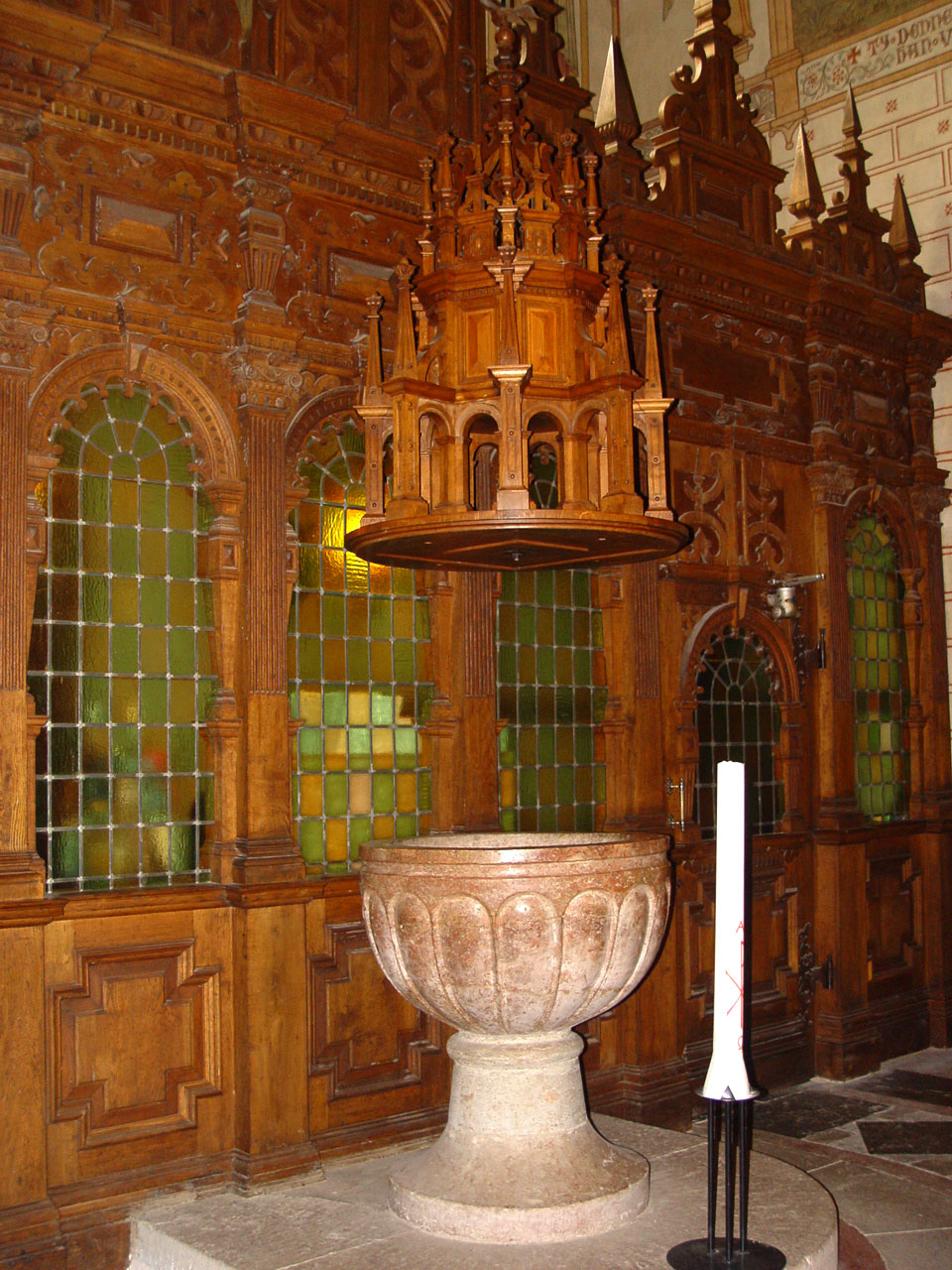
یک حوضچه تعمید در گوتلاند.

حوضچه تعمید سنگاب یا حوضچه‌ای است که در مکان‌های مذهبی مسیحی برای نگاهداری آب تعمید و تعمید دادن کودکان و بزرگ‌سالان استفاده می‌شود. این حوضچه‌ها در تعمیدگاه‌ها قرار دارند.
حوضچه تعمید را معمولاً از سنگ، چوب، یا فلز می‌سازند. در ساختمان‌های جدید گاه این حوضچه‌ها را از شیشه هم می‌سازند. برخی از حوضچه‌های تعمید شکل‌هایی نمادین دارند؛ برای نمونه حوضچه‌های تعمید با شکل سه‌گوش نشان‌گر باور به تثلیث‌ند.

## نگارخانه

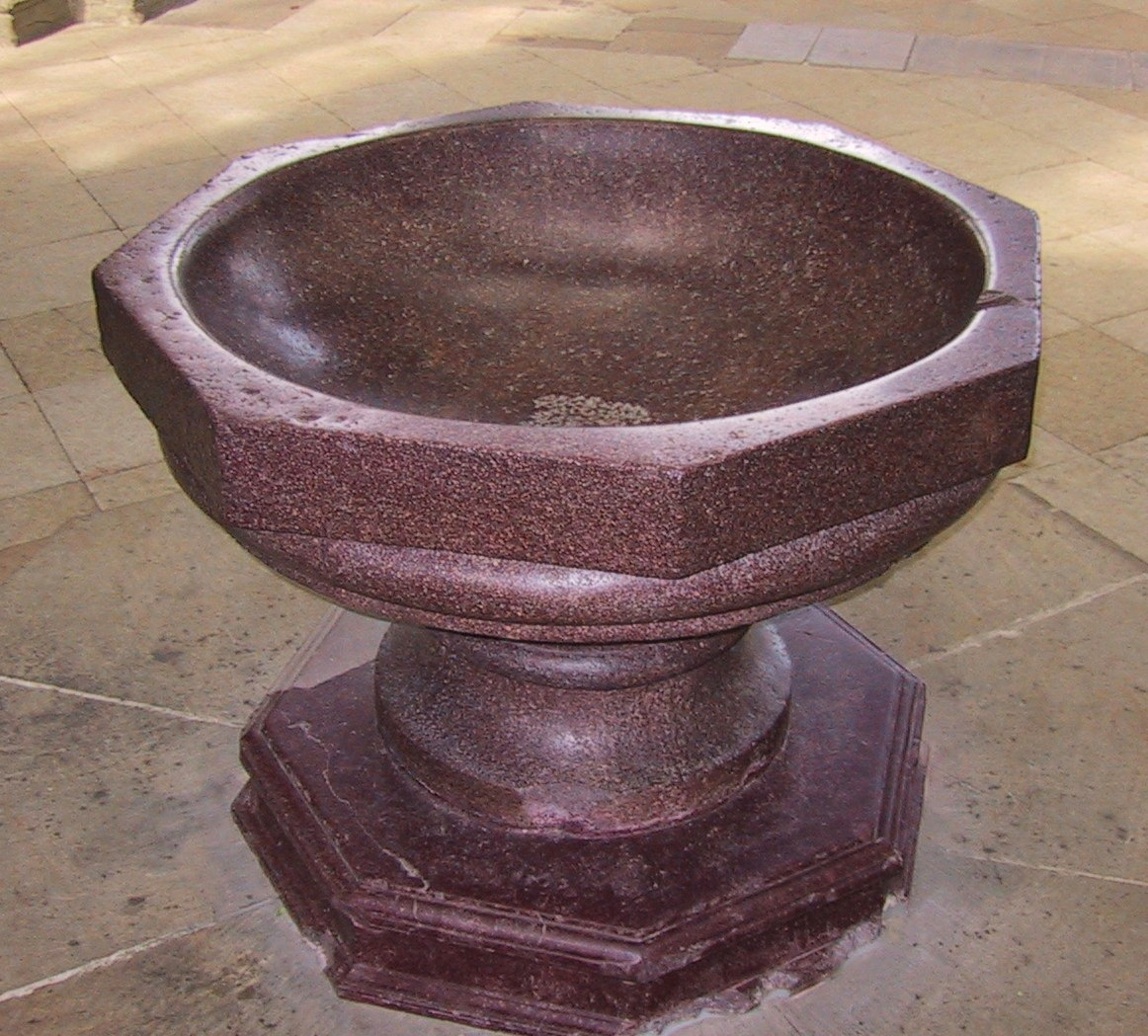
حوضچه غسل تعمید هشت ضلعی در کلیسای جامع ماگدبورگ، آلمان.
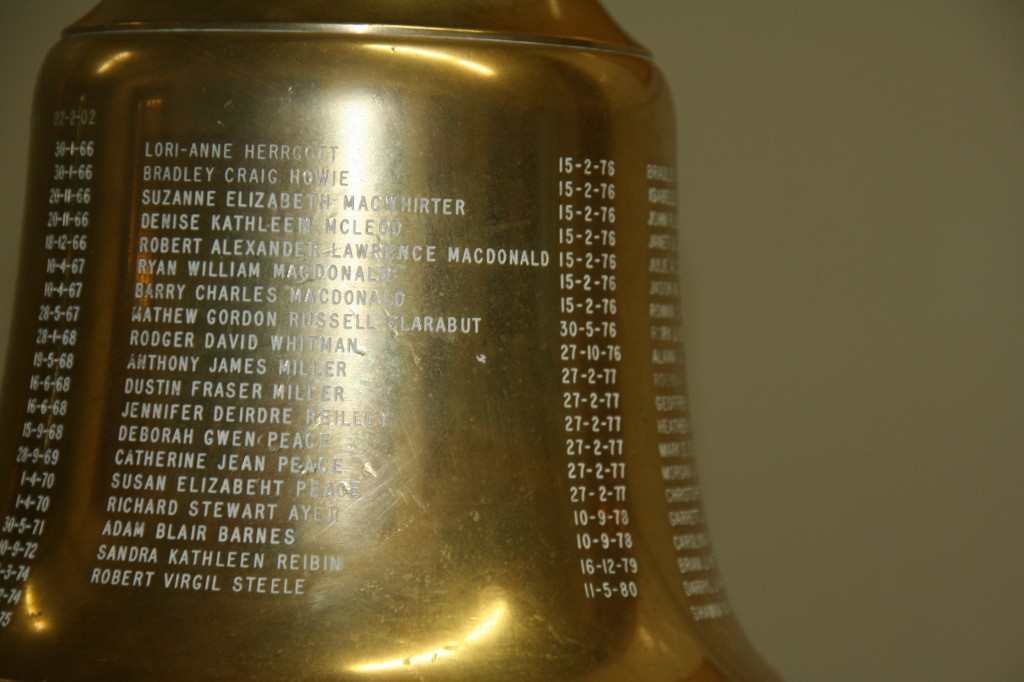
ناقوس کشتی به‌عنوان حوضچه تعمید در کلیسای کوچک، تالار یو، کالج نظامی سلطنتی کانادا.
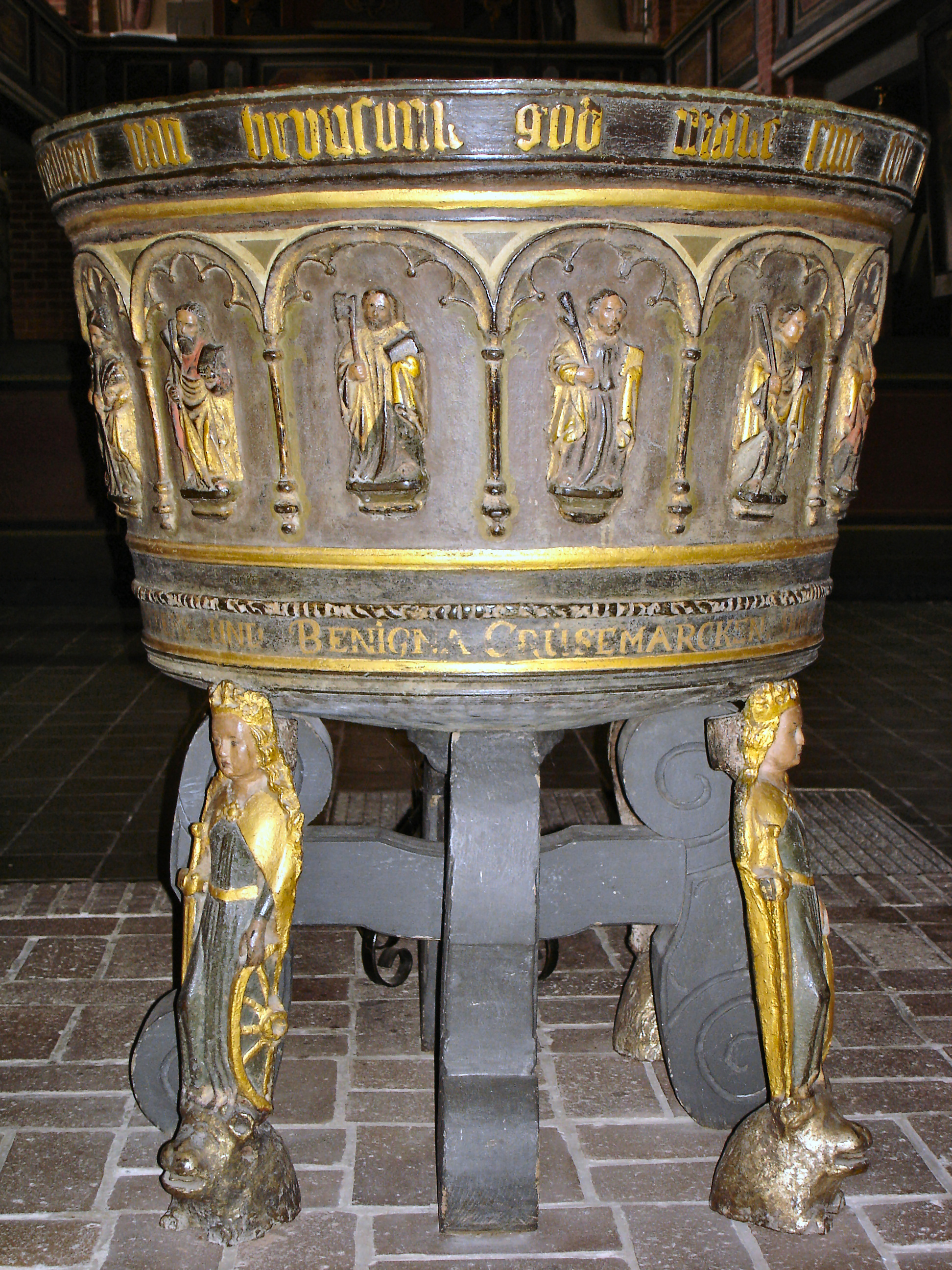
حوضچه تعمید در کلیسایی در لنزن، براندنبورگ (آلمان).
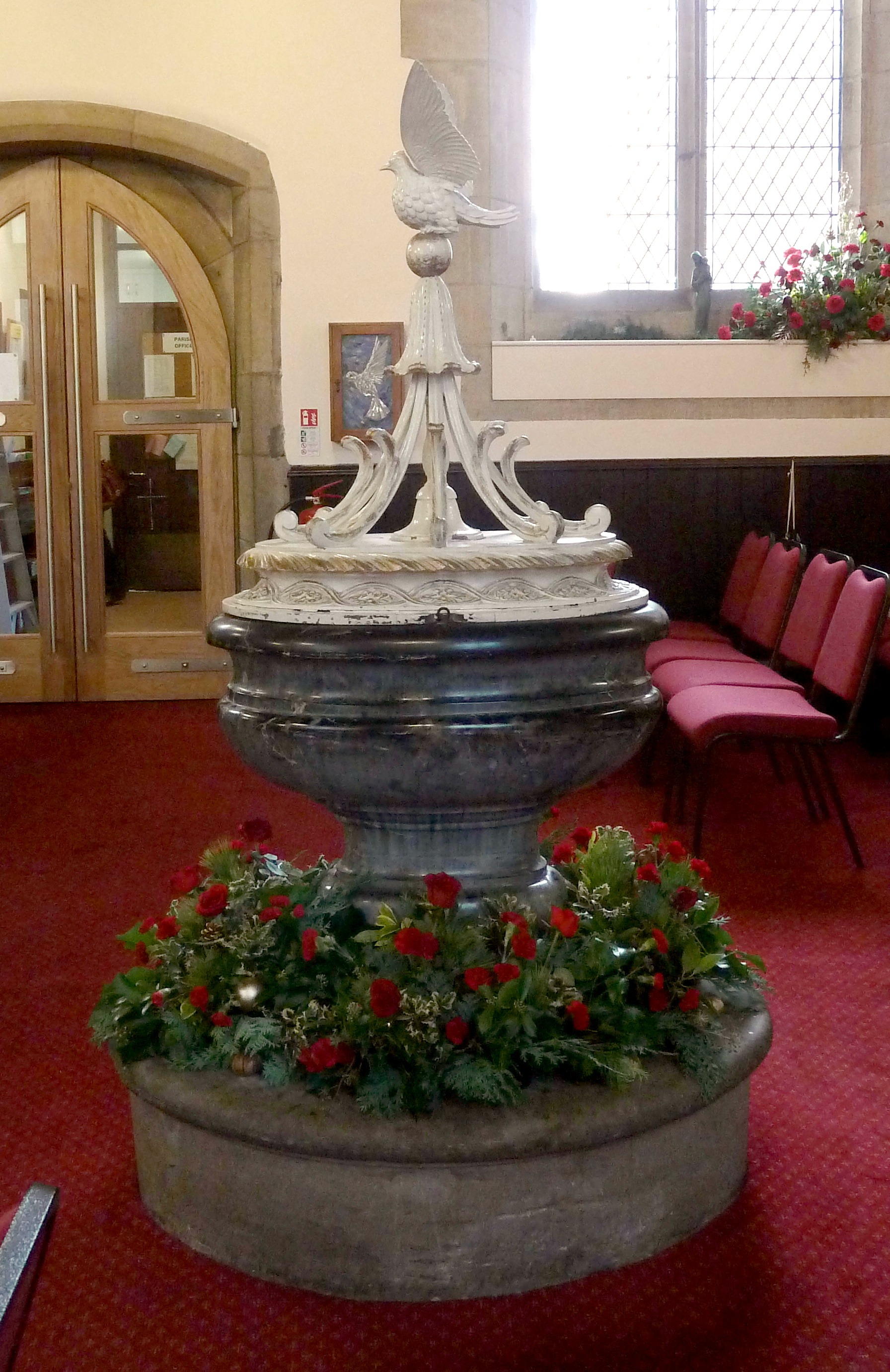
حوضچه تعمید از سنگ مرمر بیضی، ساخته‌شده قبل از 1686، کلیسای سنت رابرت، پانال، یورکشایر شمالی.
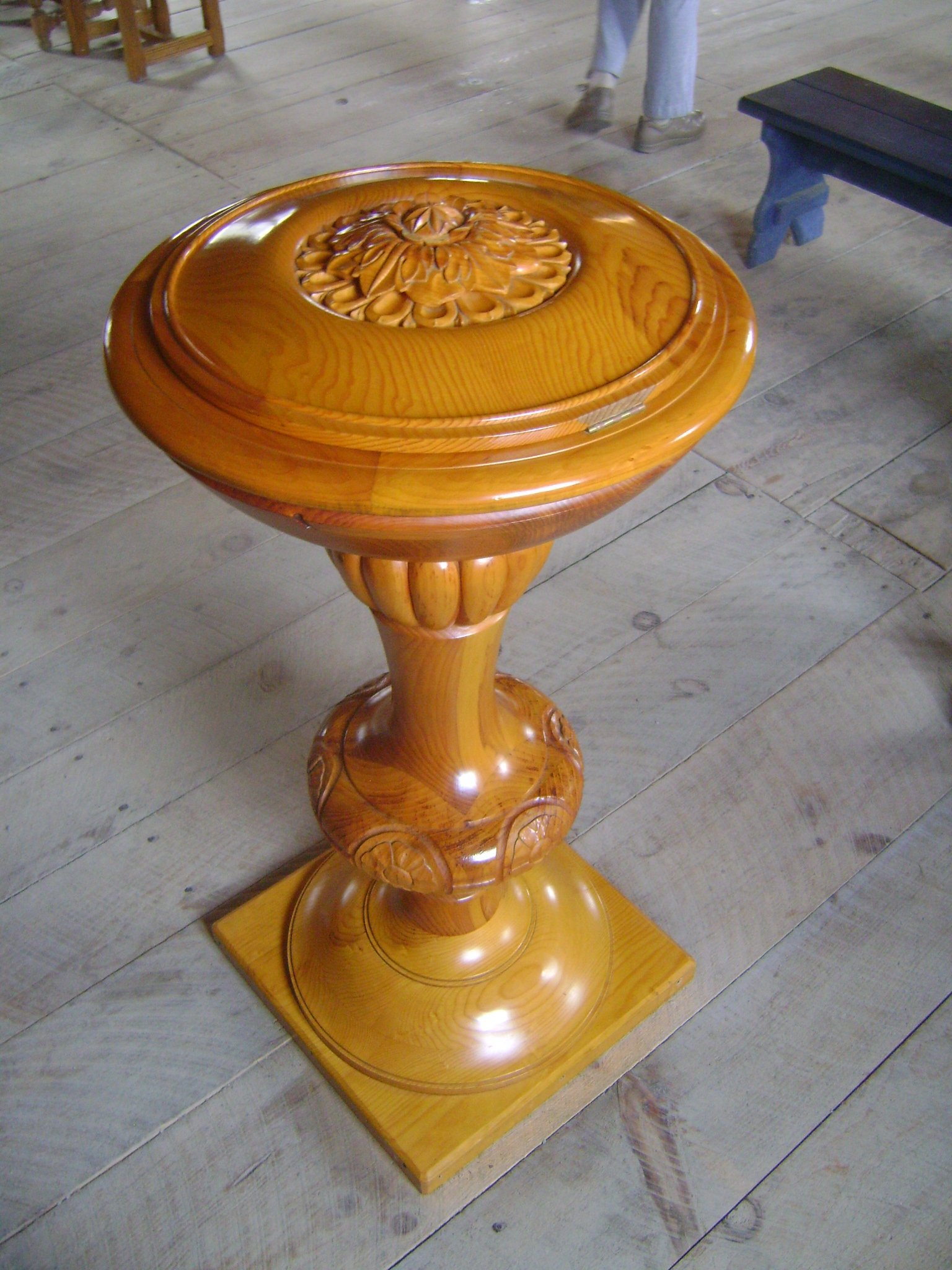
حوضچه تعمید در فورت میشیلیماکیناک در مکیناو سیتی، میشیگان.
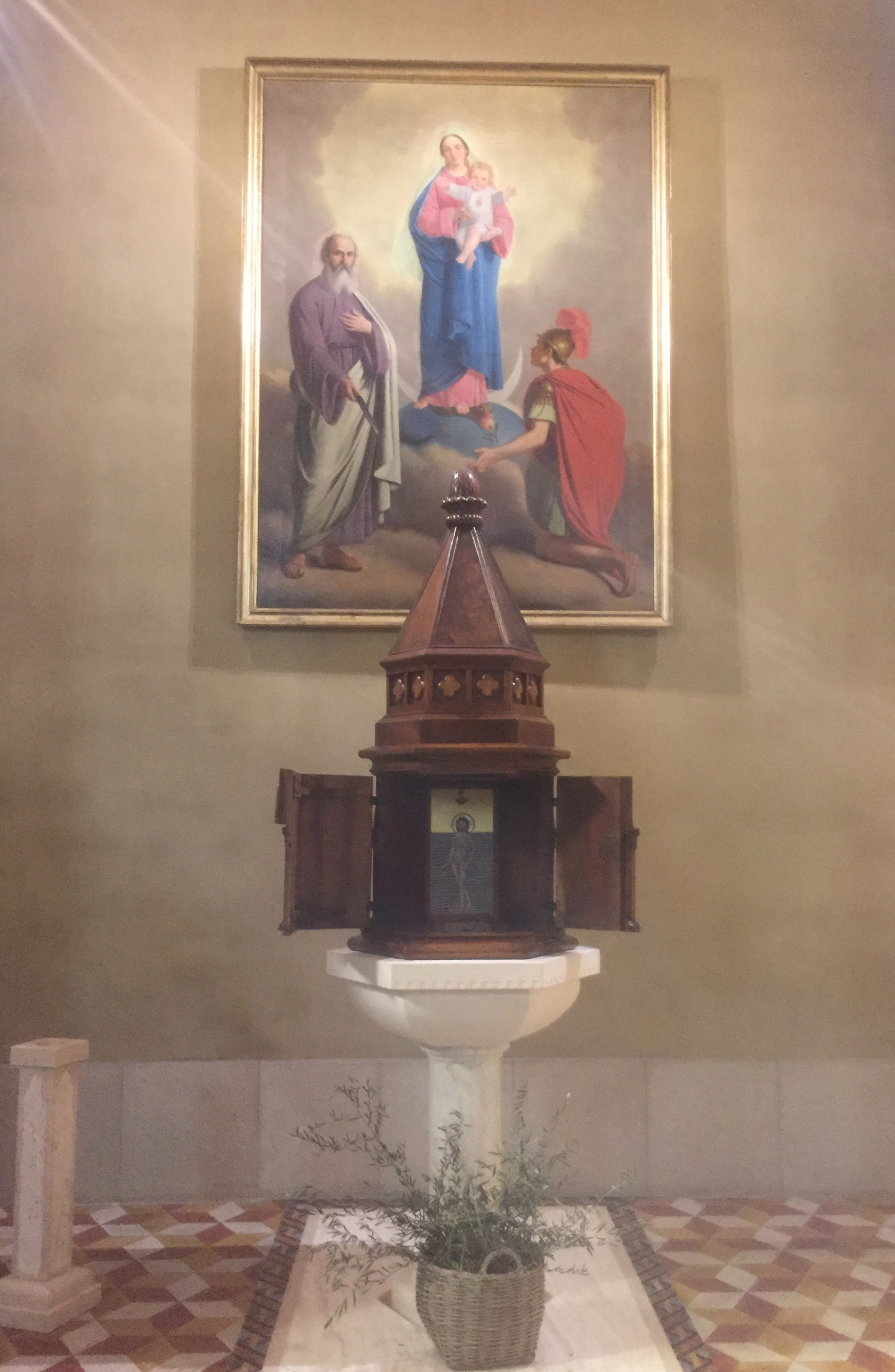
حوضچه تعمید کلیسای سنت بارتولومئو در مارن، ایتالیا.
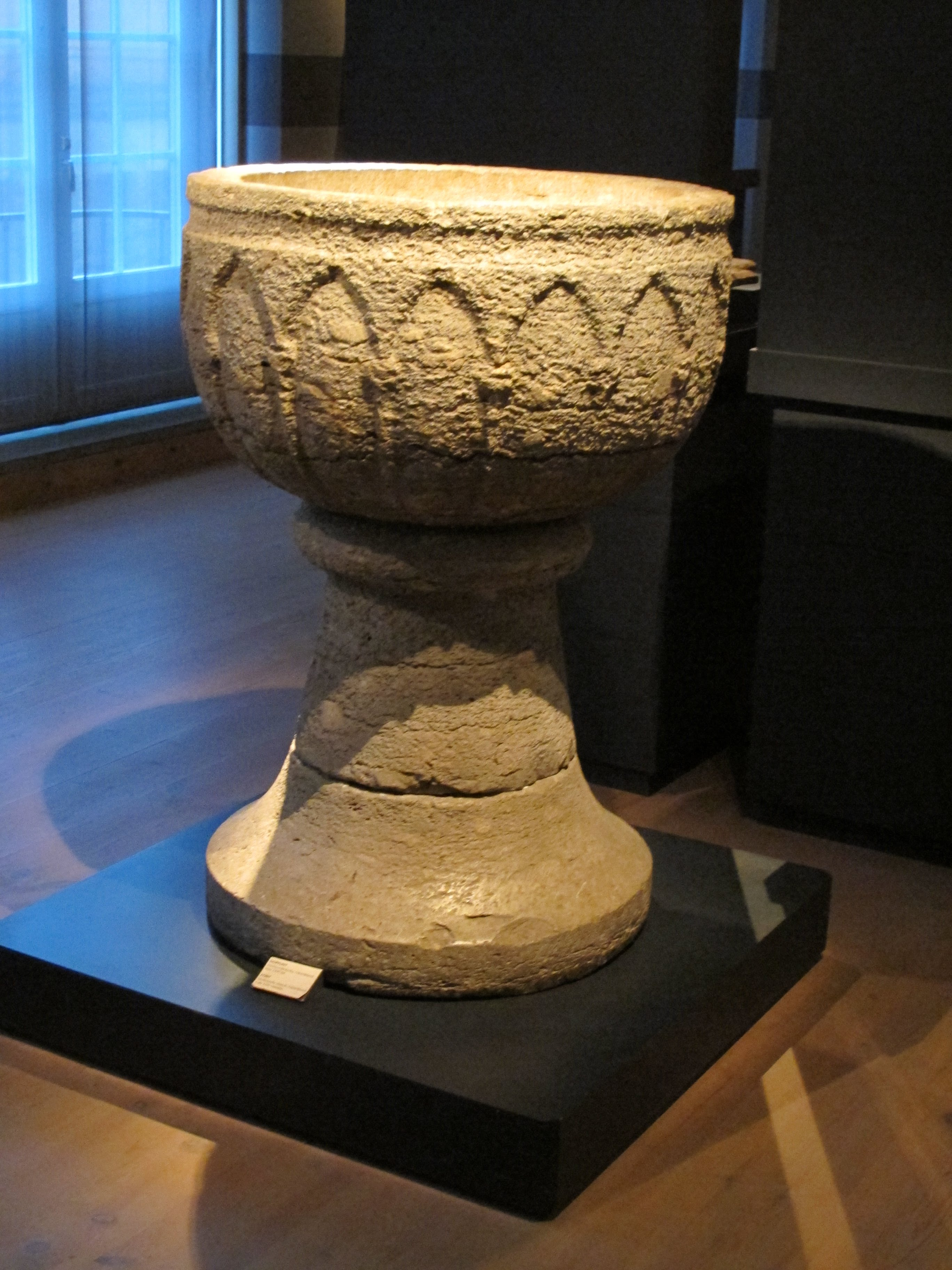
حوضچه تعمید کلیسای هدسوندا، اواخر قرن سیزدهم، در موزه تاریخ سوئد، استکهلم